# Associazione Sportiva Jesi 1938-1939
Questa voce raccoglie le informazioni riguardanti l'Associazione Sportiva Jesi nelle competizioni ufficiali della stagione 1938-1939.

## Rosa
| N. |                   | Ruolo | Calciatore          |
| -- | ----------------- | ----- | ------------------- |
|    | Italia (bandiera) |       | Azelio Ballarini    |
|    | Italia (bandiera) |       | Wilson Belardinelli |
|    | Italia (bandiera) |       | Carlo Bini          |
|    | Italia (bandiera) |       | Athos Bolli         |
|    | Italia (bandiera) |       | Augusto Brecciaroli |
|    | Italia (bandiera) |       | Libero Brocciaroli  |
|    | Italia (bandiera) |       | Ermanno Bugari      |
|    | Italia (bandiera) |       | Gino Cardinali      |
|    | Italia (bandiera) |       | Dernino Cerioni     |
|    | Italia (bandiera) |       | Leonello Cocciarini |
|    | Italia (bandiera) |       | Bonafede Formigoni  |

| N. |                   | Ruolo | Calciatore                |
| -- | ----------------- | ----- | ------------------------- |
|    | Italia (bandiera) |       | Romolo Giancarli          |
|    | Italia (bandiera) |       | Sempronio Leoni           |
|    | Italia (bandiera) |       | Aldo Longhi               |
|    | Italia (bandiera) |       | Vincenzo Mancinelli       |
|    | Italia (bandiera) |       | Arturo Massari            |
|    | Italia (bandiera) |       | Elio Pontericci           |
|    | Italia (bandiera) |       | Giuseppe Rogati           |
|    | Italia (bandiera) |       | Antonio Santolini         |
|    | Italia (bandiera) | C     | Mario Silvestrelli (II)   |
|    | Italia (bandiera) |       | Ottorino Silvestrelli (I) |